# Сондре Ер'ясетер
Со́ндре Го́лмлунн Е́р'ясетер (норв. Sondre Holmlund Ørjasæter; нар. 28 листопада 2003) — норвезький футболіст, вінгер нідерландського клубу «Твенте».

## Клубна кар'єра
Вихованець команд «Люн», «Корсволл» і «Стрюн». 2021 року почав виступати за основний склад «Стрюна» в Четвертому дивізіоні Норвігії.

### «Согндал»
10 січня 2022 року підписав професіональний контракт з «Согндалем», що розрахований до грудня 2023 року. 4 квітня 2022 року дебютував за «Согндал» в матчі Першого дивізіону проти «Рауфосса», вийшовши в стартовому складі. 30 червня 2022 року в поєдинку Кубка Норвегії проти клубу КФУМ забив свій перший гол за «Согндал». 27 серпня в матчі проти «Фредрікстада» вперше відзначився м'чем у Першому дивізіоні.

### «Сарпсборг 08»
13 січня 2024 року перейшов у «Сарпсборг 08», підписавши трирічний контракт. Сума трансферу становила близько 10 млн норвезьких крон. 1 квітня дебютував за нову команду в матчі Елітесеріен проти «Вікінга», вийшовши в стартовому складі. 28 квітня 2024 року в поєдинку проти «Тромсе» забив свій перший гол за клуб.
19 березня 2025 року продовжив контракт з клубом до 2028 року.

### «Твенте»
13 серпня 2025 року перейшов у «Твенте», підписавши трирічний контракт. Сума трансферу з урахуванням бонусів становила 7,5 млн євро.

## Кар'єра в збірній
Виступав за збірні Норвегії до 20 і до 21 року.

## Статистика виступів
Станом на 13 серпня 2025
| Клуб              | Сезон             | Чемпіонат          | Чемпіонат | Чемпіонат | Кубок | Кубок | Єврокубки | Єврокубки | Інші  | Інші | Всього | Всього | Всього |
| Клуб              | Сезон             | Дивізіон           | Матчі     | Голи      | Матчі | Голи  | Матчі     | Голи      | Матчі | Голи | Матчі  | Голи   |        |
| ----------------- | ----------------- | ------------------ | --------- | --------- | ----- | ----- | --------- | --------- | ----- | ---- | ------ | ------ | ------ |
| Стрюн             | 2021              | Четвертий дивізіон | 10        | 10        | 0     | 0     | —         | —         | —     | —    | 10     | 10     |        |
| Согндал           | 2022              | Перший дивізіон    | 27        | 2         | 2     | 1     | —         | —         | —     | —    | 29     | 3      |        |
| Согндал           | 2023              | Перший дивізіон    | 30        | 6         | 4     | 0     | —         | —         | —     | —    | 34     | 6      |        |
| Согндал           | Всього            | Всього             | 57        | 8         | 6     | 1     | 0         | 0         | 0     | 0    | 63     | 9      |        |
| Сарпсборг 08      | 2024              | Елітесеріен        | 28        | 5         | 4     | 0     | —         | —         | —     | —    | 32     | 5      |        |
| Сарпсборг 08      | 2025              | Елітесеріен        | 14        | 2         | 3     | 1     | —         | —         | —     | —    | 17     | 3      |        |
| Сарпсборг 08      | Всього            | Всього             | 42        | 7         | 7     | 1     | 0         | 0         | 0     | 0    | 49     | 8      |        |
| Твенте            | 2025–26           | Ередивізі          | 0         | 0         | 0     | 0     | 0         | 0         | 0     | 0    | 0      | 0      |        |
| Всього за кар'єру | Всього за кар'єру | Всього за кар'єру  | 109       | 25        | 13    | 2     | 0         | 0         | 0     | 0    | 122    | 27     |        |